# قلعه‌نو (تویسرکان)
قلعه نو (تویسرکان)، روستایی از توابع بخش قلقل‌رود شهرستان تویسرکان در استان همدان ایران است.
روستاهای همجوار این روستا، روستای لامیان، مرادآباد، باقرآباد و روستای گاوکران هست. زبان ولهجه مردم این روستا لری می‌باشد. ۹۵ درصد از اهالی روستا از ایل ایل زنگنه هستند

## جمعیت
این روستا در دهستان میان رود قرار دارد و براساس سرشماری مرکز آمار ایران در سال ۱۳۹۵، جمعیت آن ۷۲۶ نفر (۲۲۷ خانوار) بوده است.